# Cunelières
Cunelières est une commune française située dans le département du Territoire de Belfort, la région culturelle et historique de Franche-Comté et la région administrative Bourgogne-Franche-Comté.

## Géographie
Le village est situé entre Foussemagne et Montreux-Château à 12 km de Belfort, à une altitude d'environ 350 mètres. Le territoire de la commune s'étend sur 202 hectares, il est traversé par la Saint-Nicolas, rivière prenant sa source dans le massif des Vosges, près de Rougemont-le-Château.

### Climat
Pour des articles plus généraux, voir Climat de la Bourgogne-Franche-Comté et Climat du Territoire de Belfort.
En 2010, le climat de la commune est de type climat des marges montargnardes, selon une étude du Centre national de la recherche scientifique s'appuyant sur une série de données couvrant la période 1971-2000. En 2020, Météo-France publie une typologie des climats de la France métropolitaine dans laquelle la commune est exposée à un climat semi-continental et est dans la région climatique Vosges, caractérisée par une pluviométrie très élevée (1 500 à 2 000 mm/an) en toutes saisons et un hiver rude (moins de 1 °C).
Pour la période 1971-2000, la température annuelle moyenne est de 9,8 °C, avec une amplitude thermique annuelle de 17,5 °C. Le cumul annuel moyen de précipitations est de 1 016 mm, avec 11,6 jours de précipitations en janvier et 10,3 jours en juillet. Pour la période 1991-2020, la température moyenne annuelle observée sur la station météorologique de Météo-France la plus proche, « Novillard_sapc », sur la commune de Novillard à 3 km à vol d'oiseau, est de 10,7 °C et le cumul annuel moyen de précipitations est de 909,2 mm. 
La température maximale relevée sur cette station est de 38 °C, atteinte le 4 août 2022 ; la température minimale est de −18,1 °C, atteinte le 20 décembre 2009,,.
Les paramètres climatiques de la commune ont été estimés pour le milieu du siècle (2041-2070) selon différents scénarios d'émission de gaz à effet de serre à partir des nouvelles projections climatiques de référence DRIAS-2020. Ils sont consultables sur un site dédié publié par Météo-France en novembre 2022.

## Urbanisme

### Typologie
Au 1er janvier 2024, Cunelières est catégorisée commune rurale à habitat dispersé, selon la nouvelle grille communale de densité à sept niveaux définie par l'Insee en 2022.
Elle est située hors unité urbaine. Par ailleurs la commune fait partie de l'aire d'attraction de Belfort, dont elle est une commune de la couronne,. Cette aire, qui regroupe 91 communes, est catégorisée dans les aires de 50 000 à moins de 200 000 habitants,.

### Occupation des sols
L'occupation des sols de la commune, telle qu'elle ressort de la base de données européenne d’occupation biophysique des sols Corine Land Cover (CLC), est marquée par l'importance des territoires agricoles (65 % en 2018), en diminution par rapport à 1990 (78,2 %). La répartition détaillée en 2018 est la suivante : 
terres arables (39,4 %), prairies (25,6 %), forêts (21,8 %), zones urbanisées (13,2 %). L'évolution de l’occupation des sols de la commune et de ses infrastructures peut être observée sur les différentes représentations cartographiques du territoire : la carte de Cassini (XVIIIe siècle), la carte d'état-major (1820-1866) et les cartes ou photos aériennes de l'IGN pour la période actuelle (1950 à aujourd'hui).

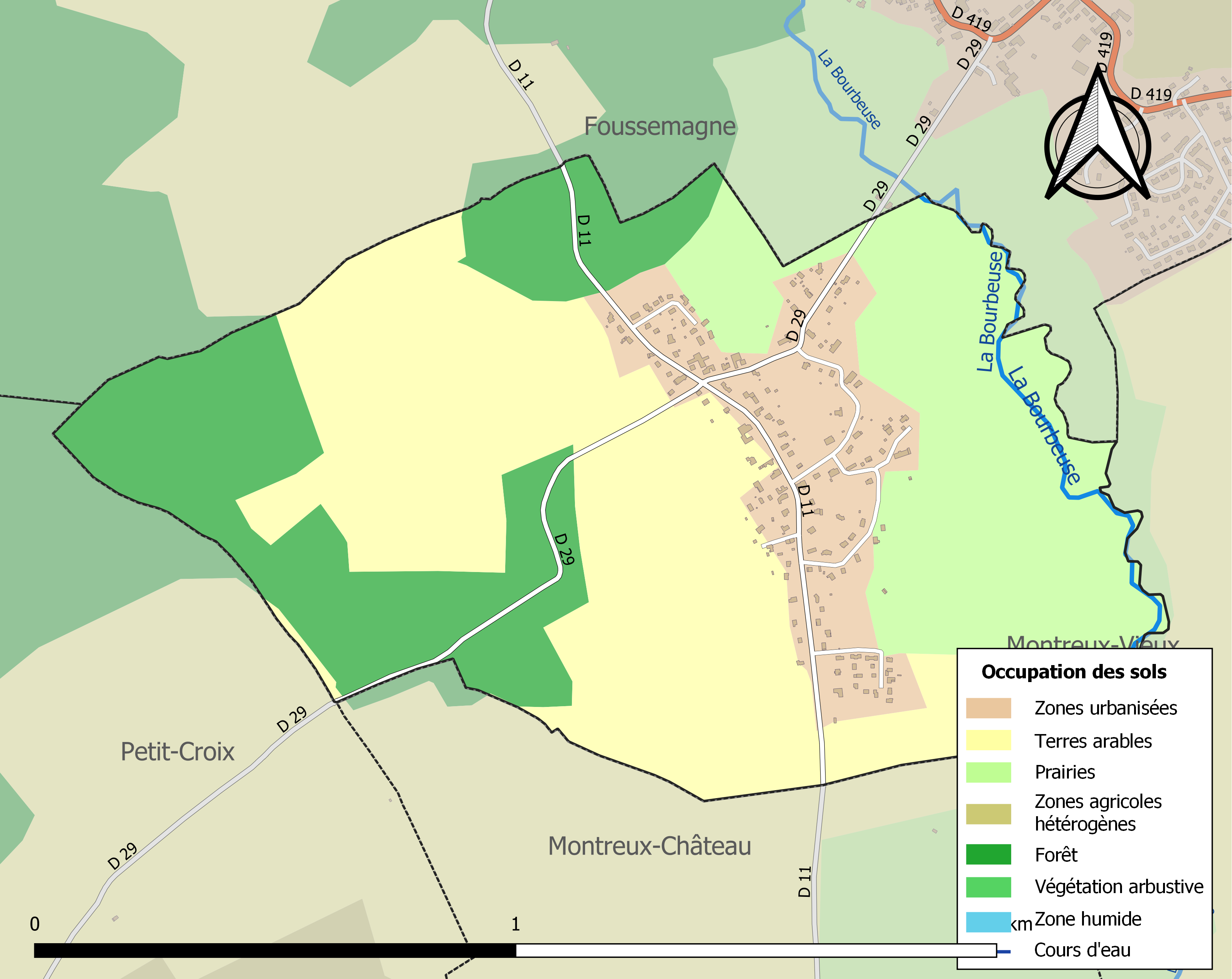
Carte des infrastructures et de l'occupation des sols de la commune en 2018 (CLC).

## Toponymie
- Von Küniglieren (1566), Queneliere (1655), Kunglieu (1662), Cuneliere (1793), Cunelières (1860).
- En allemand : Löffeldorf[13].

## Histoire
On rencontre le nom du village dans les archives à partir du XVe siècle sous la forme Cournoillière ou Loeffeldorf dans les titres rédigés en allemand. Le village était autrefois rattaché à la paroisse de Montreux-Jeune et les fidèles étaient obligés de parcourir une grande distance pour se rendre à la messe. Parfois les crues de la rivière isolaient simplement le village de son lieu de culte. Ces raisons poussèrent les habitants, qui étaient alors une soixantaine, à réclamer que Cunelières soit une paroisse autonome. Cette proposition ne fut pas retenue et le village fut rattaché en 1780 à Montreux-Château, situé à 2 km. Au Moyen Âge, Cunelières faisait partie du fief de Montreux et son histoire suit de près celle de la seigneurie voisine. Lorsque le domaine de Montreux fut partagé en 1458 à la mort de Jean de Montreux, ce fut le fils aîné Frédéric qui hérita de Cunelières.
Dans la nuit du 2 au 3 juillet 2008, la mairie fut totalement détruite par un incendie causé par la foudre.

## Politique et administration
| Période | Période                     | Identité               | Étiquette | Qualité |
| ------- | --------------------------- | ---------------------- | --------- | ------- |
| 1666    |                             | Pierre Catté           |           |         |
| 1702    |                             | Jean-Michel Catté      |           |         |
| 1721    |                             | Joseph Mougin          |           |         |
| 1733    |                             | Nicolas Pingenot       |           |         |
| 1751    |                             | Joseph Mercelat        |           |         |
| 1768    |                             | J.P. Catté             |           |         |
| 1790    | 1790                        | Christophe Monnier     |           |         |
| 1792    | 1796                        | Jacques Bourquard      |           |         |
| 1793    | 1794                        | Jean Dodin             |           |         |
| 1796    | 1798                        | Denis Gentine          |           |         |
| 1798    | 1800                        | Jean Dodin             |           |         |
| 1801    | 1805                        | Jean Dodin             |           |         |
| 1806    | 1806                        | Jean Dodin             |           |         |
| 1807    | 1830                        | Henry Mercelat         |           |         |
| 1831    | 1837                        | Pierre-Louis Bourquard |           |         |
| 1843    | 1844                        | Joseph Chevalier       |           |         |
| 1845    | 1846                        | Louis Catté            |           |         |
| 1848    | 1855                        | Pierre-Louis Bourquard |           |         |
| 1856    | 1865                        | Louis Catté            |           |         |
| 1866    | 1871                        | Célestin Catté         |           |         |
| 1872    | 1876                        | Henri Sabourin         |           |         |
| 1876    | 1885                        | Célestin Bourquard     |           |         |
| 1886    | 1887                        | Joseph Chevalier       |           |         |
| 1888    | 1893                        | Joseph Mercelat        |           |         |
| 1893    | 1896                        | Pierre Guerritat       |           |         |
| 1896    | 1899                        | Pierre-Louis Catté     |           |         |
| 1899    | 1902                        | Pierre-Louis Catté     |           |         |
| 1904    | 1910                        | Pierre Catté           |           |         |
| 1912    | 1919                        | Pierre Catté           |           |         |
| 1920    | 1934                        | François Catté         |           |         |
| 1937    | 1940                        | Maurice Lhote          |           |         |
| 1940    | 1944                        | Albin Macle            |           |         |
| 1945    | 1945                        | Albert Lorrain         |           |         |
| 1945    | 1947                        | Joseph Mercelat        |           |         |
| 1951    | 1953                        | Joseph Mercelat        |           |         |
| 1953    | 1958                        | René Valley            |           |         |
| 1959    | 1964                        | Gilles Besozzi         |           |         |
| 1965    | 1983                        | Maurice Berna          |           |         |
| 1983    | 2001                        | Marcel Botelli         |           |         |
| 2001    | 2008                        | Thierry Chanson        |           |         |
| 2008    | 2014                        | Eric Hermann           |           |         |
| 2014    | En cours (au 30 avril 2014) | Henri Ostermann        |           |         |

## Population et société

### Démographie
L'évolution du nombre d'habitants est connue à travers les recensements de la population effectués dans la commune depuis 1793. Pour les communes de moins de 10 000 habitants, une enquête de recensement portant sur toute la population est réalisée tous les cinq ans, les populations de référence des années intermédiaires étant quant à elles estimées par interpolation ou extrapolation. Pour la commune, le premier recensement exhaustif entrant dans le cadre du nouveau dispositif a été réalisé en 2005.

En 2022, la commune comptait 344 habitants, en évolution de −1,15 % par rapport à 2016 (Territoire de Belfort : −2,78 %, France hors Mayotte : +2,11 %).
| 1793 | 1800 | 1806 | 1821 | 1831 | 1836 | 1841 | 1846 | 1851 |
| ---- | ---- | ---- | ---- | ---- | ---- | ---- | ---- | ---- |
| 97   | 102  | 155  | 150  | 135  | 140  | 137  | 130  | 127  |

| 1856 | 1861 | 1866 | 1872 | 1876 | 1881 | 1886 | 1891 | 1896 |
| ---- | ---- | ---- | ---- | ---- | ---- | ---- | ---- | ---- |
| 112  | 110  | 104  | 102  | 127  | 105  | 118  | 135  | 141  |

| 1901 | 1906 | 1911 | 1921 | 1926 | 1931 | 1936 | 1946 | 1954 |
| ---- | ---- | ---- | ---- | ---- | ---- | ---- | ---- | ---- |
| 136  | 149  | 143  | 96   | 93   | 76   | 72   | 88   | 77   |

| 1962 | 1968 | 1975 | 1982 | 1990 | 1999 | 2005 | 2006 | 2010 |
| ---- | ---- | ---- | ---- | ---- | ---- | ---- | ---- | ---- |
| 77   | 94   | 116  | 157  | 204  | 229  | 260  | 262  | 285  |

| 2015 | 2020 | 2022 | - | - | - | - | - | - |
| ---- | ---- | ---- | - | - | - | - | - | - |
| 338  | 338  | 344  | - | - | - | - | - | - |

## Culture locale et patrimoine

### Lieux et monuments
Début 2017, la commune est « réputée sans clochers ».

### Héraldique
| Blason de Cunelières | Blason  | Écartelé : au premier et au quatrième de gueules plain, au deuxième d'argent à la branche de cornouiller tigée et feuillée de sinople, fruitée de gueules, en bande, au troisième d'argent au brin de sarriette de sinople fleuri de gueules en bande ; sur le tout de sinople au lièvre en forme d'argent. |
| Blason de Cunelières | Détails | Armes parlantes (Le radical CUNEL pourrait venir de CUNICULUS, lapin, d'où l'on aurait fait CUNICULARIERAE, CUNELIERES). Officiel. |

## Pour approfondir